# Le Stéphanois
Albums de Bernard Lavilliers
Les Poètes
(1972) Les Barbares
(1976)
Le Stéphanois est un album studio de Bernard Lavilliers sorti en 1975.
Il mêle plusieurs styles de chanson :
- récits à la première personne sur un ton caustique (Les Aventures extraordinaires d'un billet de banque, C.I.A, Les Antimémoires)
- récit de voyage (San Salvador)
- chansons réalistes/autobiographiques (Le Buffet de la gare de Metz, Saint-Étienne)
- conte (Balthazar)
- chanson futuriste dystopique (La Grande Marée)
- chansons contestataires/déclamations/actualité (La Vérité, La Samba, L'Espagne).

## Titres
1. Les Aventures extraordinaires d'un billet de banque
2. Le Buffet de la gare de Metz
3. C.I.A.
4. La Vérité
5. Balthazar
6. La Grande Marée
7. San Salvador
8. Les Antimémoires
9. Saint-Étienne
10. La Samba
11. L'Espagne

Toutes les compositions sont de Bernard Lavilliers.